# Oameni sărmani
Oameni sărmani este primul roman al lui Feodor Dostoievski, pe care acesta l-a scris timp de nouă luni și care a fost publicat pentru prima oară în 1846. A fost inspirat de una din povestirile scurte ale lui Nikolai Gogol. Are forma unei serii de scrisori dintre doi oameni: Makar Devușkin și Varvara Dobroselova.